# Dorpsbeekvallei
De Dorpsbeekvallei is een klein natuurgebied dat zich bevindt ten oosten van de Belgische stad Genk, tussen de Waterstraat en de Oosterring. In het noorden vormt de Europalaan de grens van het natuurgebied. Het is eigendom van de gemeente Genk en wordt beheerd door het Heempark Genk.
Het 6 ha grote gebied is een moerassig deel van de vallei van de Dorpsbeek, dat een visvijver, broekbosjes, een rietveld, moerassige ruigten en een grasland omvat.
De Dorpsbeekvallei, die een rijke planten- en dierenwereld kent, is niet toegankelijk, maar vanaf de Hoogzij is er een goed uitzicht op het gebied.
De Dorpsbeek loopt vanuit het gebied verder in westelijke richting naar het Molenvijverpark, waar zich de Dorpsmolen bevindt. Ze wordt vervolgens onder de grond geleid, om ongeveer 1 km verderop weer bovengronds in de Stiemerbeek uit te komen, waar zich de Slagmolen bevindt.
Ten zuiden van de Dorpsbeekvallei ligt het natuurgebied Kattevennen en ten noorden het stadsdeel Gelieren.